# Руководство по сексу
Руководство по сексу — жанр литературы, произведения которого обучают сексуальным практикам. Сложился и достиг расцвета в древности, широко известны Камасутра (имя даже стало нарицательным для произведений данного жанра), Ананга Ранга и т. д. С некоторой условностью можно говорить о «современных руководствах по сексу» (известны, в частности, «Секс для чайников», «Всё, что вы хотели знать о сексе, но боялись спросить» и т. д.). Чистота жанра выдерживается не всегда, и совмещается с бурлеском, лирикой и т. д. (первые руководства по сексу построены в форме беседы с монархом, которого обучает мудрец). Характерной чертой является подробное описание сексуальных позиций, часто с иллюстрациями.
Некоторые позы, например, Поза Гисса — знаменитая эротическая поза Ренессанса, где мужчина лежит на спине.
По сравнению с англоязычной литературой термин «руководство по сексу» (англ. sex manual) в русскоязычной литературе встречается сравнительно редко.

## Ранние руководства по сексу

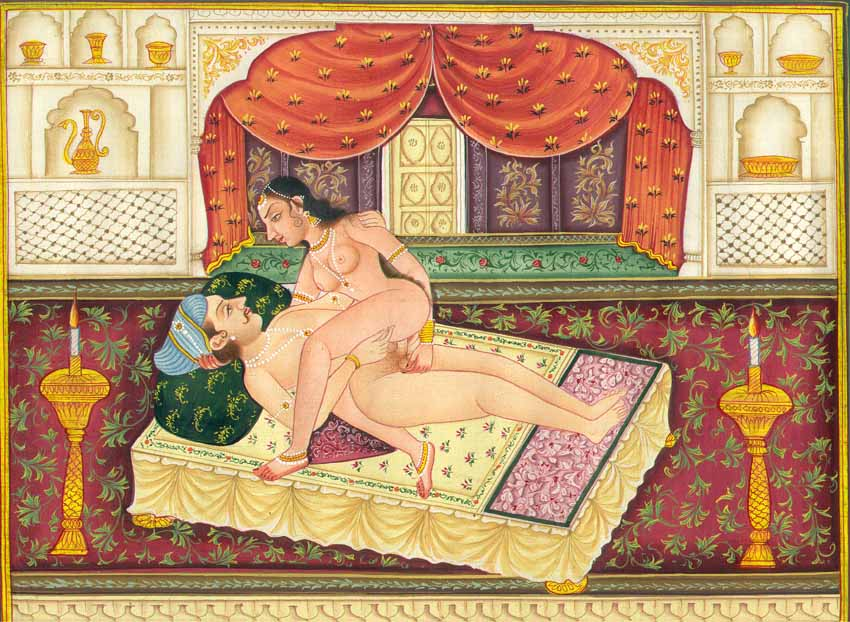
Иллюстрации к Камасутре

В греко-романскую эру создан предположительно первый в истории sex manual под авторством Филениды Самосской, предположительно гетеры и куртизанки эллинистического периода (III—I век до н. э.).

## Индуистские руководства по сексу

### Камасутра
Камасутра (санскр. कामसूत्र) — древнеиндийский текст, посвящённый теме камы — сферы чувственной, эмоциональной жизни, вожделения и любви. «Камасутра» опирается на многочисленные предшествующие труды в области камашастры — учения о каме и, благодаря своей полноте и систематичности, многими рассматривается как основополагающий труд в этой области в санскритской литературе. Автор текста — Ватьсьяяна. Полное название этого произведения — «Ватьсьяяна кама сутра» («Наставление о каме, принадлежащие Ватьсьяяне»). Полагают, что автор жил в III—IV веках н. э., вероятно, в Кушанском царстве.
Впервые опубликована на Западе в переводе Ричарда Бёртона Обществом Камасутры в 1883 году, в Англии.

### Ананга Ранга
Ананга Ранга (Лестница любви) или Камаледхиплава (Лодка в море любви) — подобное Камасутре по тематике и художественной ценности, но гораздо менее известное индийское поэтическое руководство по сексу. Написано примерно в XV—XVI веке автором по имени Каляна Малла. Текст имеет посвящение правителю-современнику. Исследователи иногда указывают на его «социальный смысл» — якобы основная цель автора состояла в укреплении семьи. Текст был переведён сначала на английский в 1964 году, а затем и на многие другие языки[1].
Впервые опубликована на Западе в переводе Ричарда Бёртона Обществом Камасутры в 1885 году в Англии.

## Арабские руководства по сексу
«Благоуханный сад» был написан шейхом Нефзави в XV веке и являлся долгое время самым известным руководством по сексу в исламском мире. «Благоуханный сад» во многом напоминает «Камасутру», хотя и намного длиннее — в него включены различные эротические истории.
Впервые произведение опубликовано на Западе в переводе Ричарда Бёртона Обществом Камасутры в 1886 году в Англии.

## Современные руководства по сексу
С некоторой условностью можно говорить о «современных руководствах по сексу» (известны, в частности, «Секс для чайников», «Всё, что вы хотели знать о сексе, но боялись спросить» и т. д.).
В новейшей истории появляются специализированные руководства, посвящённые «сексу по телефону», «сексу для занятых людей» и тому подобному.